# Erythropalaceae
Erythropalaceae é uma família de plantas com flor com 4 géneros e 40 espécies, de distribuição pantropical. Esta família tem sido reconhecida por poucos taxonomistas e os seus membros são muitas vezes colocados na família Olacaceae.
O sistema APG II, de 2003, sem alteração desde o sistema APG de 1998, não reconhece esta família.
O sistema APG III, de 2009, também não reconheceu esta família.
O sistema APWeb reconhece esta família e coloca-a na ordem Santalales.

## Sinonímia
- Heisteriaceae van Tieghem